# Laura Wright
Laura Wright (Washington, D.C., 11 de setembro de 1970) é uma atriz estadunidense. Ela é mais conhecida por seus papéis como Ally Rescott em Loving e The City (1995–1997), Cassie Layne Winslow em Guiding Light (1997–2005) e Carly Corinthos em General Hospital (2005–presente); este último lhe rendeu um Prêmio Emmy em 2011.